# Gian Paolo Calchi Novati
Gian Paolo Calchi Novati (Vimercate, 20 giugno 1935 – Roma, 2 gennaio 2017) è stato uno storico italiano, esperto di colonialismo e decolonizzazione in Medio Oriente e Africa.

## Biografia
Laureato in Giurisprudenza presso l'Università degli Studi di Milano, lavora con l'Istituto per gli Studi di Politica Internazionale e poi con l'African Studies Center (ASC) nell'Università di Boston. I suoi studi si concentrano sulla decolonizzazione africana, che ha il suo inizio proprio negli anni '60 del Novecento. Docente alle università di Milano, Pisa, Urbino e poi di Pavia, qui dirige anche il Dipartimento di Studi Politici e Sociali. Tiene corsi e seminari anche nelle università di Tunisi e Città del Messico. Dal 1969 al 1988 dirige la rivista accademica Politica Internazionale.
È stato uno dei fondatori dell'Istituto per le Relazioni tra l'Italia e i Paesi dell'Africa, America Latina, Medio ed Estremo Oriente (IPALMO), di cui è direttore tra il 1971 e il 1987. Alla fine degli anni '80 lavora alla prima normativa in Italia sulla cooperazione internazionale. Donò parte dei suoi volumi alla Biblioteca di Scienze Politiche e Sociali dell'Università di Pavia. Nel 1990 riceve il Premio Colombe d'Oro per la Pace da parte dell'Istituto di Ricerche Internazionali Archivio Disarmo.

## Opere
Le sue opere tra altre sono:
- Neutralismo e guerra fredda. Milano: Edizioni di Comunità, 1963.
- L'Africa nera non è indipendente. Milano: Edizioni di Comunità, 1964.
- Le rivoluzioni nell'Africa nera. Milano: Dall'Oglio, 1967.
  - La revolución del África negra, Barcelona, 1970. In spagnolo.
- La rivoluzione algerina. Milano: Dall'Oglio, 1969.
  - La revolución argelina. Barcelona: Bruguera, 1970.  In spagnolo.
- (editore) La Questione mediterranea. Le condizioni per lo sviluppo dei paesi dell'area mediterranea. Bari: De Donato, 1973
- Decolonizzazione e Terzo Mondo. Roma-Bari: Laterza, 1979.
- Dopo l'apartheid : il processo di cambio in Sud Africa. Milano: F. Angeli, 1986
- L'Africa. Milano: Editori Riuniti, 1987.
- Il corno d'Africa nella storia e nella politica. Etiopia, Somalia e Eritrea fra nazionalismi, sottosviluppo e guerra. Torino: Società editrice internazionale (SEI), 1994.
- Dalla parte dei leoni. Milano: Il Saggiatore, 1995.
- Storia dell'Algeria indipendente : dalla guerra di liberazione al fondamentalismo islamico. Milano: Bompiani, 1998
- Il colonialismo e l'Africa : l'opera storiografica di Carlo Giglio. Roma: Carocci, 2004
- Africa : la storia ritrovata : dalle prime forme politiche alle indipendenze nazionali. Roma: Carocci, 2005.[8]
- L'Africa d'Italia : una storia coloniale e postcoloniale. Roma: Carocci, 2011.